# 罗塔利耶
罗塔利耶（法語：Rotalier，法語發音：[ʁɔtalje]）是法国汝拉省的一个市镇，位于该省西部偏南，属于隆斯勒索涅区。

## 地理
罗塔利耶（46°35'20"N, 5°28'37"E）面积4.07 平方千米，位于法国勃艮第-弗朗什-孔泰大區汝拉省，该省份为法国东部内陆省份，北起上索恩省，西北接科多尔省，西临索恩-卢瓦尔省，南至安省，东与杜省和瑞士接壤。
与罗塔利耶接壤的市镇（或旧市镇、城区）包括：欧日塞、罗赛、博福尔-奥尔巴尼亚、拉沙约斯。

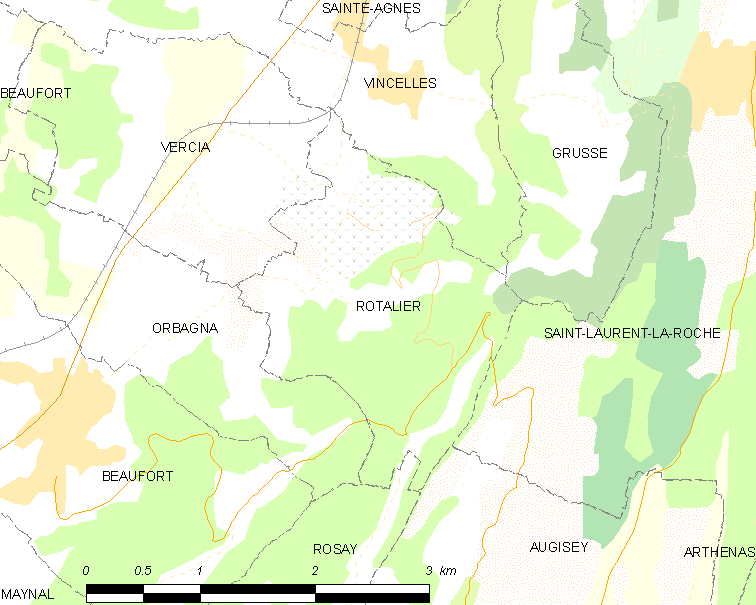
罗塔利耶的OSM定位图

罗塔利耶的时区为UTC+01:00、UTC+02:00（夏令时）。

## 行政
罗塔利耶的邮政编码为39190，INSEE市镇编码为39467。

## 政治
罗塔利耶所属的省级选区为圣阿穆尔县。

## 人口

1962-2008年间罗塔利耶人口变化图示

罗塔利耶于2022年1月1日时的人口数量为151人。